# Ponte Principe Reggente
Il ponte del Principe Reggente (Prinzregentenbrücke) o ponte Luitpold (Luitpoldbrücke) è un ponte ad arco in pietra sul fiume Isar, nella città di Monaco di Baviera; collega fra loro i quartieri di Bogenhausen e Lehel.
Il ponte, inizialmente fatto erigere nel 1891 da Friedrich von Thiersch, crollò a causa delle esondazioni dell'Isar nel 1899; due anni dopo il crollo venne fatto ricostruire dall'architetto Theodor Fischer nel 1901. Danneggiato durante la seconda guerra mondiale, venne riaperto nel 1962.
La costruzione è dedicata a Luitpold di Baviera, salito sul trono bavarese come principe reggente nel 1886 in luogo del re Ludovico II, dichiarato incapace di intendere e volere, e rimastovi fino alla morte, nel 1912.
Le 4 sculture monumentali di pietra ai bordi del ponte rappresentano le allegorie dei 4 popoli che vivono in Baviera: i bavaresi, i palatini, i franconi e gli svevi.
Il ponte è sovrastato dall'Angelo della Pace, colonna monumentale con un angelo dorato che guarda verso la Francia. L'angelo tiene in mano un ramoscello di ulivo che porge all'ex nemico in segno di riconciliazione.